# Global Reach Aviation
Global Reach Aviation er et flyselskab fra Danmark. Selskabet har hovedsæde i Billund, og beskæftiger sig primært med private charterflyvninger. Der er to fly i flåden, ét Bombardier CRJ-900 og ét Bombardier CRJ-200.